# Rut Vestling-Björkegren
Rut Vestling-Björkegren var en svensk-brittisk målare.
Vestling-Björkegren bosatte sig under 1930-talet i England och var där verksam som konstnär. Hon medverkade i Industri- och konstutställningen i Jönköping 1928 och i samlingsutställningar i Huskvarna. Hennes konst består av trädgårdsmotiv och landskapsskildringar från England och Jönköpingstrakten utförda i akvarell.    